# غابي (إيطاليا)
غابي (إيطاليا) هي بلدة في منطقة وادي أوستا في شمال غرب إيطاليا، تعتبر غابي هي موطن لملاذ فوري من القرن التاسع عشر.